# Marcelien de Koning
Marcelien Bos-de Koning (Hoorn, 10 mei 1978) is een voormalig Nederlands zeilster. Ze nam tweemaal deel aan de Olympische Spelen en won een zilveren medaille.
De Koning kwam samen met Lobke Berkhout uit in de 470-klasse. De Koning en Berkhout werden in 2005 voor het eerst wereldkampioen in hun klasse. Deze prestatie leverde hun de uitverkiezing tot Sportploeg van het jaar op. In 2006 en 2007 slaagden zij erin hun titel te prolongeren, een unieke prestatie voor Nederlandse zeilers in een Olympische klasse. In 2005, 2006 en 2008 ontving het duo de Conny van Rietschoten Trofee, de belangrijkste Nederlandse zeilprijs. Ook zijn ze in 2008 geridderd in de Orde van Oranje-Nassau.
Het duo Berkhout—De Koning won op 18 augustus 2008 een zilveren medaille in de 470-klasse op de Olympische Spelen van 2008 in Peking. Vier jaar later volgde De Konings deelname aan de Olympische Spelen van 2012 in Londen. De Koning voer op de nieuwe Olympische Elliott 6m in het matchrace-onderdeel, samen met Annemieke Bes en Renée Groeneveld. Het trio strandde in de kwartfinale tegen Australië (1—3) en eindigde het toernooi als achtste. In januari 2013 beëindigde De Koning haar professionele zeilcarrière.
In 2021 werd ze na haar baan als communicatiemanager in Topsector Water & Maritiem  door het NOC*NSF naast de chef de mission aangesteld als chef d’emission, degene die zich bezighoudt met duurzaamheid in de sportwereld: "Niet alleen gericht op ‘TeamNL’ tijdens de spelen in Parijs, maar ook breder, met de vraag hoe de sportwereld kan bijdragen aan uitdagingen op het gebied van duurzaamheid voor de hele maatschappij."